# 斯佩拉西 (加利福尼亞州)
斯拉佩西（英語：Spellacy）是位於美國加利福尼亞州克恩縣的一個非建制地區。該地的面積和人口皆未知。

## 地理
斯拉佩西的座標為35°06′47″N 119°28′17″W / 35.11306°N 119.47139°W，而該地的平均海拔高度為511米（即1676英尺）。